# Lipanapacher

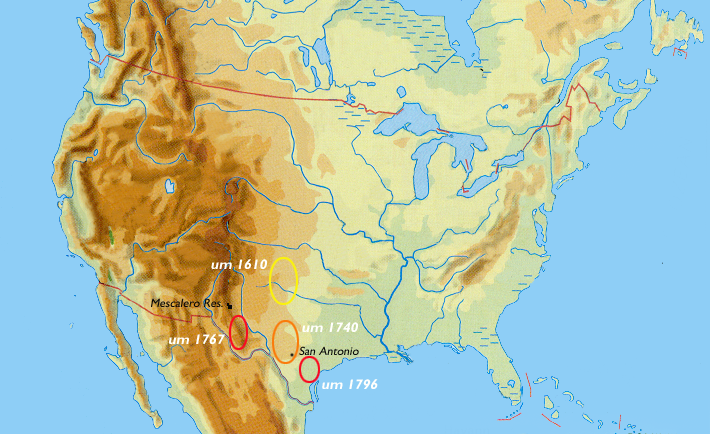
Bosättningsområden för Lipanapacherna 1610, 1740, 1767 och 1796.

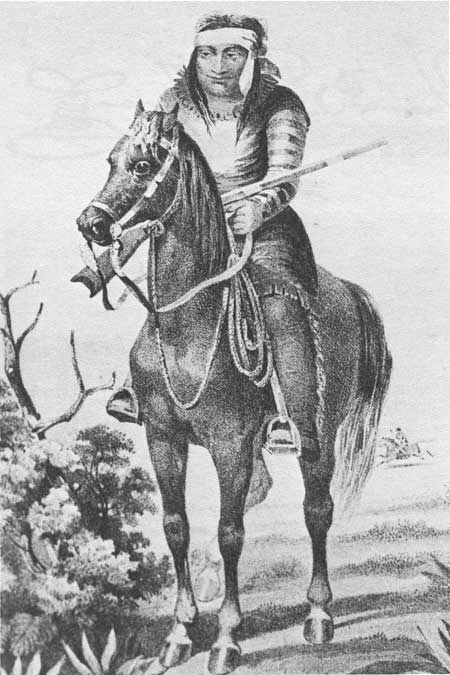
Lipanpachisk man 1857.

Lipanapacher är en nordamerikansk urbefolkning som talade ett sydathabaskiskt språk och tillhörde den apachiska kulturgruppen. Deras traditionella bosättningsområde var Texas, New Mexico, Colorado och de norra delarna av Chihuahua, Nuevo León, Coahuila, and Tamaulipas före 1600-talet. Idag bor de flesta i sydvästra Förenta Staterna i Texas, New Mexico and Arizona, samt tillsammans med Mescaleroapacherna på deras indianreservat i New Mexico. Några bor också i andra delar av USA, Kanada och Mexiko.

## Demografi
En vetenskaplig uppskattning av hur många lipanapacher som fanns år 1700 ger antalet till cirka 6 000 personer i vad som idag är USA och Mexiko. På 1840-talet beräknades antalet lipanapacher norr om Rio Grande till omkring 1 000 personer.
Strider med Texas och USA tvingade lipanapacherna att fly från sitt bosättningsområde i Texas. En del flyttade till Mexiko, men de flesta bosatte sig på Mescaleroreservatet i New Mexico tillsammans med Mescalero och Chiricahuava. Vid mitten på 1900-talet tenderade därför lipanapacherna att assimileras av dessa och språket på reservatet hade blivit ett amalgam av apachiska dialekter, med Mescalero som dominerande inslag.
Vid den amerikanska folkräkningen 2000 rapporterade 208 människor att de räknade de sig som helt eller delvis Lipan.